# Areobindo (emissário)
Areobindo (em latim: Areobindus) foi um oficial diplomático bizantino do século VI, ativo durante o reinado do imperador Justiniano (r. 527–565). Após 532, serviu como emissário ao lado de Urânio numa embaixada à corte do xá sassânida Cosroes I (r. 531–579). Talvez possa ser associado com o prefeito pretoriano do Oriente homônimo que esteve ativo nas décadas seguintes.